# Campionatul Mondial de Fotbal 2014 – Grupa C
Grupa C a Campionatului Mondial de Fotbal 2014 este alcătuită din Columbia, Grecia, Coasta de Fildeș și Japonia. Meciurile au început pe 14 iunie și s-au încheiat pe 24 iunie 2014.

## Echipele
| Poziția           | Echipa           | Metoda de calificare                                 | Data calificării  | Apariții la turnee finale | Ultima apariție | Cea mai bună clasare          | Clasamentul FIFA | Clasamentul FIFA |
| Poziția           | Echipa           | Metoda de calificare                                 | Data calificării  | Apariții la turnee finale | Ultima apariție | Cea mai bună clasare          | octombrie 2013   | iunie 2014       |
| ----------------- | ---------------- | ---------------------------------------------------- | ----------------- | ------------------------- | --------------- | ----------------------------- | ---------------- | ---------------- |
| C1 (cap de serie) | Columbia         | Locul doi în Runda Robin CONMEBOL                    | 11 octombrie 2013 | 5                         | 1998            | Optimi de finală (1990)       | 4                | 8                |
| C2                | Grecia           | Câștigătoarea play-off-ului UEFA                     | 19 noiembrie 2013 | 3                         | 2010            | Faza grupelor (1994, 2010)    | 15               | 12               |
| C3                | Coasta de Fildeș | Câștigătoarea Rundei a Treia CAF                     | 16 noiembrie 2013 | 3                         | 2010            | Faza grupelor (2006, 2010)    | 17               | 23               |
| C4                | Japonia          | Câștigătoarea grupei B din a patra rundă AFC Winners | 4 iunie 2013      | 5                         | 2010            | Optimi de finală (2002, 2010) | 44               | 46               |

Note
1. ↑  Clasamentul din octombrie 2013 a fost folosit pentru tragerea la sorți pentru turneul final.

## Clasament
| Legendă                                                             |
| ------------------------------------------------------------------- |
| Câștigătoarea și locul doi din grupă avansează în faza eliminatorie |

| Echipa           | MJ | V | E | Î | GM | GP | G  | Pct |
| ---------------- | -- | - | - | - | -- | -- | -- | --- |
| Columbia         | 3  | 3 | 0 | 0 | 9  | 2  | +7 | 9   |
| Grecia           | 3  | 1 | 1 | 1 | 2  | 4  | −2 | 4   |
| Coasta de Fildeș | 3  | 1 | 0 | 2 | 4  | 5  | −1 | 3   |
| Japonia          | 3  | 0 | 1 | 2 | 2  | 6  | −4 | 1   |

- Câștigătoarea grupei avansează și va juca contra locului doi din grupa D în optimile de finală.
- Locul doi avansează și va juca contra câștigătoarei grupei D în optimile de finală.

## Meciuri

### Columbia v Grecia
Cele două echipe s-au mai întâlnit într-un meci amical din 1994, atunci când Columbia a câștigat cu 2–0.
| Columbia                                | 3–0    | Grecia |
| --------------------------------------- | ------ | ------ |
| Armero 5' Gutiérrez 58' Rodríguez 90+3' | Raport |        |

| Columbia | Grecia |

| P             | 1  | David Ospina            |     |     |
| FD            | 18 | Juan Camilo Zúñiga      |     |     |
| FC            | 2  | Cristián Zapata         |     |     |
| FC            | 3  | Mario Yepes (c)         |     |     |
| FS            | 7  | Pablo Armero            |     | 74' |
| MD            | 11 | Juan Guillermo Cuadrado |     |     |
| MC            | 8  | Abel Aguilar            |     | 69' |
| MC            | 6  | Carlos Sánchez          | 26' |     |
| MS            | 10 | James Rodríguez         |     |     |
| AC            | 14 | Víctor Ibarbo           |     |     |
| AC            | 9  | Teófilo Gutiérrez       |     | 76' |
| Schimbări:    |    |                         |     |     |
| M             | 15 | Alexander Mejía         |     | 69' |
| F             | 4  | Santiago Arias          |     | 74' |
| A             | 21 | Jackson Martínez        |     | 76' |
| Antrenor:     |    |                         |     |     |
| José Pékerman |    |                         |     |     |

| P               | 1  | Orestis Karnezis          |     |     |
| FD              | 15 | Vasilis Torosidis         |     |     |
| FC              | 4  | Kostas Manolas            |     |     |
| FC              | 19 | Sokratis Papastathopoulos | 52' |     |
| FS              | 20 | José Holebas              |     |     |
| MD              | 21 | Kostas Katsouranis (c)    |     |     |
| MC              | 14 | Dimitris Salpingidis      | 55' | 57' |
| MC              | 8  | Panagiotis Kone           |     | 78' |
| MC              | 2  | Giannis Maniatis          |     |     |
| MS              | 7  | Giorgos Samaras           |     |     |
| AC              | 17 | Theofanis Gekas           |     | 64' |
| Schimbări:      |    |                           |     |     |
| M               | 18 | Giannis Fetfatzidis       |     | 57' |
| A               | 9  | Kostas Mitroglou          |     | 64' |
| M               | 10 | Giorgos Karagounis        |     | 78' |
| Antrenor:       |    |                           |     |     |
| Fernando Santos |    |                           |     |     |

| Omul meciului: James Rodríguez (Columbia) Arbitri asistenți: Mark Sean Hurd (Statele Unite) Joe Fletcher (Canada) Arbitru de rezervă: Alireza Faghani (Iran) Al cincilea oficial: Hassan Kamranifar (Iran) |

### Coasta de Fildeș v Japonia
Cele două echipe s-au mai întâlnit în trei amicale.
| Coasta de Fildeș      | 2–1    | Japonia   |
| --------------------- | ------ | --------- |
| Bony 64' Gervinho 66' | Raport | Honda 16' |

| Coasta de Fildeș | Japonia |

|                |    |                 |     |     |
|                |    |                 |     |     |
| P              | 1  | Boubacar Barry  |     |     |
| FD             | 17 | Serge Aurier    |     |     |
| FC             | 5  | Didier Zokora   | 58' |     |
| FC             | 22 | Sol Bamba       | 54' |     |
| FS             | 3  | Arthur Boka     |     | 75' |
| MC             | 9  | Cheick Tioté    |     |     |
| MC             | 20 | Serey Die       |     | 62' |
| MO             | 19 | Yaya Touré (c)  |     |     |
| AD             | 8  | Salomon Kalou   |     |     |
| AC             | 12 | Wilfried Bony   |     | 78' |
| AS             | 10 | Gervinho        |     |     |
| Schimbări:     |    |                 |     |     |
| A              | 11 | Didier Drogba   |     | 62' |
| F              | 18 | Constant Djakpa |     | 75' |
| A              | 13 | Didier Ya Konan |     | 78' |
| Antrenor:      |    |                 |     |     |
| Sabri Lamouchi |    |                 |     |     |

|                    |    |                   |     |     |
|                    |    |                   |     |     |
| P                  | 1  | Eiji Kawashima    |     |     |
| FD                 | 2  | Atsuto Uchida     |     |     |
| FC                 | 22 | Maya Yoshida      | 23' |     |
| FC                 | 6  | Masato Morishige  | 64' |     |
| FS                 | 5  | Yuto Nagatomo     |     |     |
| MDef               | 16 | Hotaru Yamaguchi  |     |     |
| MDef               | 17 | Makoto Hasebe (c) |     | 54' |
| ED                 | 9  | Shinji Okazaki    |     |     |
| MO                 | 4  | Keisuke Honda     |     |     |
| ES                 | 10 | Shinji Kagawa     |     | 86' |
| AC                 | 18 | Yuya Osako        |     | 67' |
| Schimbări:         |    |                   |     |     |
| M                  | 7  | Yasuhito Endō     |     | 54' |
| A                  | 13 | Yoshito Ōkubo     |     | 67' |
| M                  | 11 | Yoichiro Kakitani |     | 86' |
| Antrenor:          |    |                   |     |     |
| Alberto Zaccheroni |    |                   |     |     |

| Omul meciului: Yaya Touré (Coasta de Fildeș) Arbitri asistenți: Carlos Astroza (Chile) Sergio Román (Chile) Arbitru de rezervă: Néant Alioum (Camerun) Al cincilea oficial: Djibril Camara (Senegal) |

### Columbia v Coasta de Fildeș
Cele două echipe nu s-au mai întâlnit până acum.
| Columbia                   | 2–1    | Coasta de Fildeș |
| -------------------------- | ------ | ---------------- |
| Rodríguez 64' Quintero 70' | Raport | Gervinho 73'     |

| Columbia | Coasta de Fildeș |

| P             | 1  | David Ospina            |  |     |
| FD            | 18 | Juan Camilo Zúñiga      |  |     |
| FC            | 2  | Cristián Zapata         |  |     |
| FC            | 3  | Mario Yepes (c)         |  |     |
| FS            | 7  | Pablo Armero            |  | 72' |
| MC            | 8  | Abel Aguilar            |  | 79' |
| MC            | 6  | Carlos Sánchez          |  |     |
| ED            | 11 | Juan Guillermo Cuadrado |  |     |
| MO            | 10 | James Rodríguez         |  |     |
| ES            | 14 | Víctor Ibarbo           |  | 53' |
| AC            | 9  | Teófilo Gutiérrez       |  |     |
| Schimbări:    |    |                         |  |     |
| M             | 20 | Juan Fernando Quintero  |  | 53' |
| F             | 4  | Santiago Arias          |  | 72' |
| M             | 15 | Alexander Mejía         |  | 79' |
| Antrenor:     |    |                         |  |     |
| José Pékerman |    |                         |  |     |

| P              | 1  | Boubacar Barry |  |     |
| FD             | 17 | Serge Aurier   |  |     |
| FC             | 5  | Didier Zokora  |  | 55' |
| FC             | 22 | Sol Bamba      |  |     |
| FS             | 3  | Arthur Boka    |  |     |
| MC             | 20 | Serey Die      |  | 73' |
| MC             | 9  | Cheick Tioté   |  | 90' |
| ED             | 10 | Gervinho       |  |     |
| MO             | 19 | Yaya Touré (c) |  |     |
| ES             | 15 | Max Gradel     |  | 67' |
| AC             | 12 | Wilfried Bony  |  | 60' |
| Schimbări:     |    |                |  |     |
| A              | 11 | Didier Drogba  |  | 60' |
| A              | 8  | Salomon Kalou  |  | 67' |
| M              | 6  | Mathis Bolly   |  | 73' |
| Antrenor:      |    |                |  |     |
| Sabri Lamouchi |    |                |  |     |

| Omul meciului: James Rodríguez (Columbia) Arbitri asistenți: Michael Mullarkey (Anglia) Darren Cann (Anglia) Arbitru de rezervă: Víctor Hugo Carrillo (Peru) Al cincilea oficial: Rodney Aquino (Paraguay) |

### Japonia v Grecia
Cele două echipe s-au mai întâlnit anterior într-un meci, în faza grupelor la Cupa Confederațiilor FIFA 2005, câștigat de Japonia cu 1–0.
| Japonia | 0–0    | Grecia |
| ------- | ------ | ------ |
|         | Raport |        |

| Japonia | Grecia |

| P                  | 1  | Eiji Kawashima     |     |     |
| FD                 | 2  | Atsuto Uchida      |     |     |
| FC                 | 22 | Maya Yoshida       |     |     |
| FC                 | 15 | Yasuyuki Konno     |     |     |
| FS                 | 5  | Yuto Nagatomo      |     |     |
| MC                 | 16 | Hotaru Yamaguchi   |     |     |
| MC                 | 17 | Makoto Hasebe (c)  | 12' | 46' |
| ED                 | 9  | Shinji Okazaki     |     |     |
| MO                 | 4  | Keisuke Honda      |     |     |
| ES                 | 13 | Yoshito Ōkubo      |     |     |
| AC                 | 18 | Yuya Osako         |     | 57' |
| Schimbări:         |    |                    |     |     |
| M                  | 7  | Yasuhito Endō (c2) |     | 46' |
| M                  | 10 | Shinji Kagawa      |     | 57' |
|                    |    |                    |     |     |
| Antrenor:          |    |                    |     |     |
| Alberto Zaccheroni |    |                    |     |     |

| P               | 1  | Orestis Karnezis          |         |     |
| FD              | 15 | Vasilis Torosidis         | 89'     |     |
| FC              | 4  | Kostas Manolas            |         |     |
| FC              | 19 | Sokratis Papastathopoulos |         |     |
| FS              | 20 | José Holebas              |         |     |
| MDef            | 21 | Kostas Katsouranis (c)    | 27' 38' |     |
| MC              | 2  | Giannis Maniatis          |         |     |
| MC              | 8  | Panagiotis Kone           |         | 81' |
| ED              | 18 | Giannis Fetfatzidis       |         | 41' |
| ES              | 7  | Georgios Samaras (c2)     | 55'     |     |
| AC              | 9  | Kostas Mitroglou          |         | 35' |
| Schimbări:      |    |                           |         |     |
| A               | 17 | Theofanis Gekas           |         | 35' |
| M               | 10 | Giorgos Karagounis        |         | 41' |
| A               | 14 | Dimitris Salpingidis      |         | 81' |
| Antrenor:       |    |                           |         |     |
| Fernando Santos |    |                           |         |     |

| Omul meciului: Keisuke Honda (Japonia) Arbitri asistenți: William Torres (El Salvador) Juan Zumba (El Salvador) Arbitru de rezervă: Norbert Hauata (Tahiti) Al cincilea oficial: Aden Marwa (Kenya) |

### Japonia v Columbia
Cele două echipe s-au mai întâlnit într-un meci amical și în grupele de la Cupa Confederațiilor FIFA 2003.
| Japonia       | 1–4    | Columbia                                            |
| ------------- | ------ | --------------------------------------------------- |
| Okazaki 45+1' | Raport | Cuadrado 17' (pen.) Martínez 55', 82' Rodríguez 90' |

| Japonia | Columbia |

| P                  | 1  | Eiji Kawashima    |     |     |
| FD                 | 2  | Atsuto Uchida     |     |     |
| FC                 | 22 | Maya Yoshida      |     |     |
| FC                 | 15 | Yasuyuki Konno    | 16' |     |
| FS                 | 5  | Yuto Nagatomo     |     |     |
| MC                 | 14 | Toshihiro Aoyama  |     | 62' |
| MC                 | 17 | Makoto Hasebe (c) |     |     |
| ED                 | 9  | Shinji Okazaki    |     | 69' |
| MO                 | 4  | Keisuke Honda     |     |     |
| ES                 | 10 | Shinji Kagawa     |     | 85' |
| AC                 | 13 | Yoshito Ōkubo     |     |     |
| Schimbări:         |    |                   |     |     |
| M                  | 16 | Hotaru Yamaguchi  |     | 62' |
| A                  | 11 | Yoichiro Kakitani |     | 69' |
| M                  | 8  | Hiroshi Kiyotake  |     | 85' |
| Antrenor:          |    |                   |     |     |
| Alberto Zaccheroni |    |                   |     |     |

| P             | 1  | David Ospina (c)        |     | 85' |
| FD            | 4  | Santiago Arias          |     |     |
| FC            | 23 | Carlos Valdés           |     |     |
| FC            | 16 | Éder Balanta            |     |     |
| FS            | 7  | Pablo Armero            |     |     |
| MC            | 15 | Alexander Mejía         |     |     |
| MC            | 13 | Fredy Guarín            | 63' |     |
| MO            | 11 | Juan Guillermo Cuadrado |     | 46' |
| MO            | 20 | Juan Fernando Quintero  |     | 46' |
| ADA           | 19 | Adrián Ramos            |     |     |
| AC            | 21 | Jackson Martínez        |     |     |
| Schimbări:    |    |                         |     |     |
| M             | 5  | Carlos Carbonero        |     | 46' |
| M             | 10 | James Rodríguez         |     | 46' |
| P             | 22 | Faryd Mondragón         |     | 85' |
| Antrenor:     |    |                         |     |     |
| José Pékerman |    |                         |     |     |

| Omul meciului: Jackson Martínez (Columbia) Arbitri asistenți: Bertino Cunha (Portugalia) Tiago Trigo (Portugalia) Arbitru de rezervă: Roberto Moreno (Panama) Al cincilea oficial: Eric Boria (Statele Unite) |

### Grecia v Coasta de Fildeș
Cele două echipe nu s-au mai întâlnit până acum.
| Grecia                           | 2–1    | Coasta de Fildeș |
| -------------------------------- | ------ | ---------------- |
| Samaris 42' Samaras 90+3' (pen.) | Raport | Bony 74'         |

| Grecia | Coasta de Fildeș |

| P               | 1  | Orestis Karnezis           |  | 24' |
| FD              | 15 | Vasilis Torosidis          |  |     |
| FC              | 4  | Kostas Manolas             |  |     |
| FC              | 19 | Sokratis Papastathopoulos  |  |     |
| FS              | 20 | José Holebas               |  |     |
| MDef            | 10 | Giorgos Karagounis (c)     |  | 78' |
| MC              | 2  | Giannis Maniatis           |  |     |
| MC              | 16 | Lazaros Christodoulopoulos |  |     |
| ED              | 8  | Panagiotis Kone            |  | 12' |
| ES              | 7  | Georgios Samaras           |  |     |
| AC              | 14 | Dimitris Salpingidis       |  |     |
| Schimbări:      |    |                            |  |     |
| M               | 22 | Andreas Samaris            |  | 12' |
| P               | 12 | Panagiotis Glykos          |  | 24' |
| A               | 17 | Theofanis Gekas            |  | 78' |
| Antrenor:       |    |                            |  |     |
| Fernando Santos |    |                            |  |     |

| P              | 1  | Boubacar Barry    |     |     |
| FD             | 17 | Serge Aurier      |     |     |
| FC             | 4  | Kolo Touré        |     |     |
| FC             | 22 | Sol Bamba         |     |     |
| FS             | 3  | Arthur Boka       |     |     |
| MC             | 9  | Cheick Tioté      |     | 61' |
| MC             | 20 | Serey Die         | 70' |     |
| ED             | 8  | Salomon Kalou     | 62' |     |
| MO             | 19 | Yaya Touré        |     |     |
| ES             | 10 | Gervinho          |     | 83' |
| AC             | 11 | Didier Drogba (c) | 37' | 78' |
| Schimbări:     |    |                   |     |     |
| A              | 12 | Wilfried Bony     |     | 61' |
| M              | 14 | Ismaël Diomandé   |     | 78' |
| A              | 21 | Giovanni Sio      |     | 83' |
| Antrenor:      |    |                   |     |     |
| Sabri Lamouchi |    |                   |     |     |

| Omul meciului: Georgios Samaras (Grecia) Arbitri asistenți: Christian Lescano (Ecuador) Byron Romero (Ecuador) Arbitru de rezervă: Sandro Ricci (Brazilia) Al cincilea oficial: Emerson de Carvalho (Brazilia) |